# Anton von Bucher

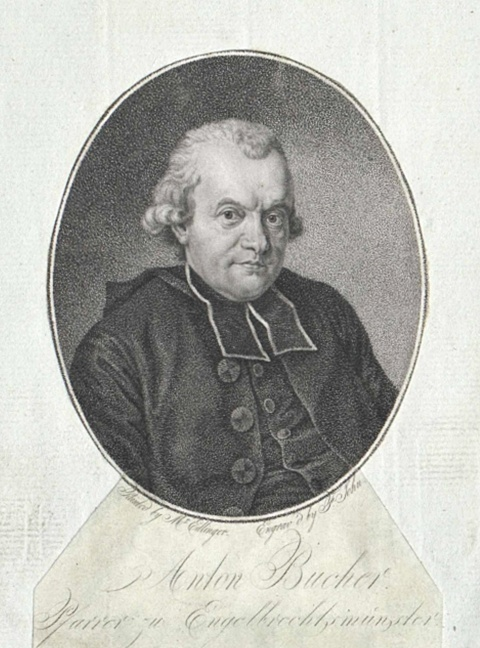
Anton Joseph von Bucher

Leonhard Anton Joseph von Bucher (* 11. Januar 1746 in München; † 7. Januar 1817 ebenda) war ein deutscher Theologe, Schriftsteller, Satiriker und Schulreformer.

## Leben
Von Bucher war der Sohn des kurfürstlichen Wappen- und Diplommalers Joseph von Bucher und seiner Frau Maria, geb. Barb, in München. In seiner Schulzeit am Münchener Jesuitengymnasium (heute Wilhelmsgymnasium München)  von 1757 bis 1763 lernte er Johann Baptist Strobl, Lorenz von Westenrieder sowie Andreas Zaupser kennen. Anschließend studierte er in Ingolstadt Theologie und wurde hier 1768 Kaplan. Seit 1771 Rektor der deutschen Schulen, seit 1773 auch des Gymnasiums und Lyzeums in München, wirkte er als Gegner der Jesuiten engagiert für die Reform des Schulwesens. Nach Konflikten mit dem Leiter des gesamten Bayerischen Schulwesens, Heinrich Braun, nahm er 1778 das Pfarramt Engelbrechtsmünster an. Er war ab 1783 Mitglied der Bayerischen Akademie der Wissenschaften. 1784 wurde er als Geistlicher und Schuldirektorialrat nach München zurückberufen und trat 1813 in den Ruhestand. Seine Publikationen wurden unter dem Titel »Die Jesuiten in Bayern vor und nach ihrer Aufhebung« von I. v. Klessing (Münch. 1819–20, 5 Bde.) herausgegeben.
Anton Bucher starb 1817 im Alter von 70 Jahren in München.

## Grabstätte

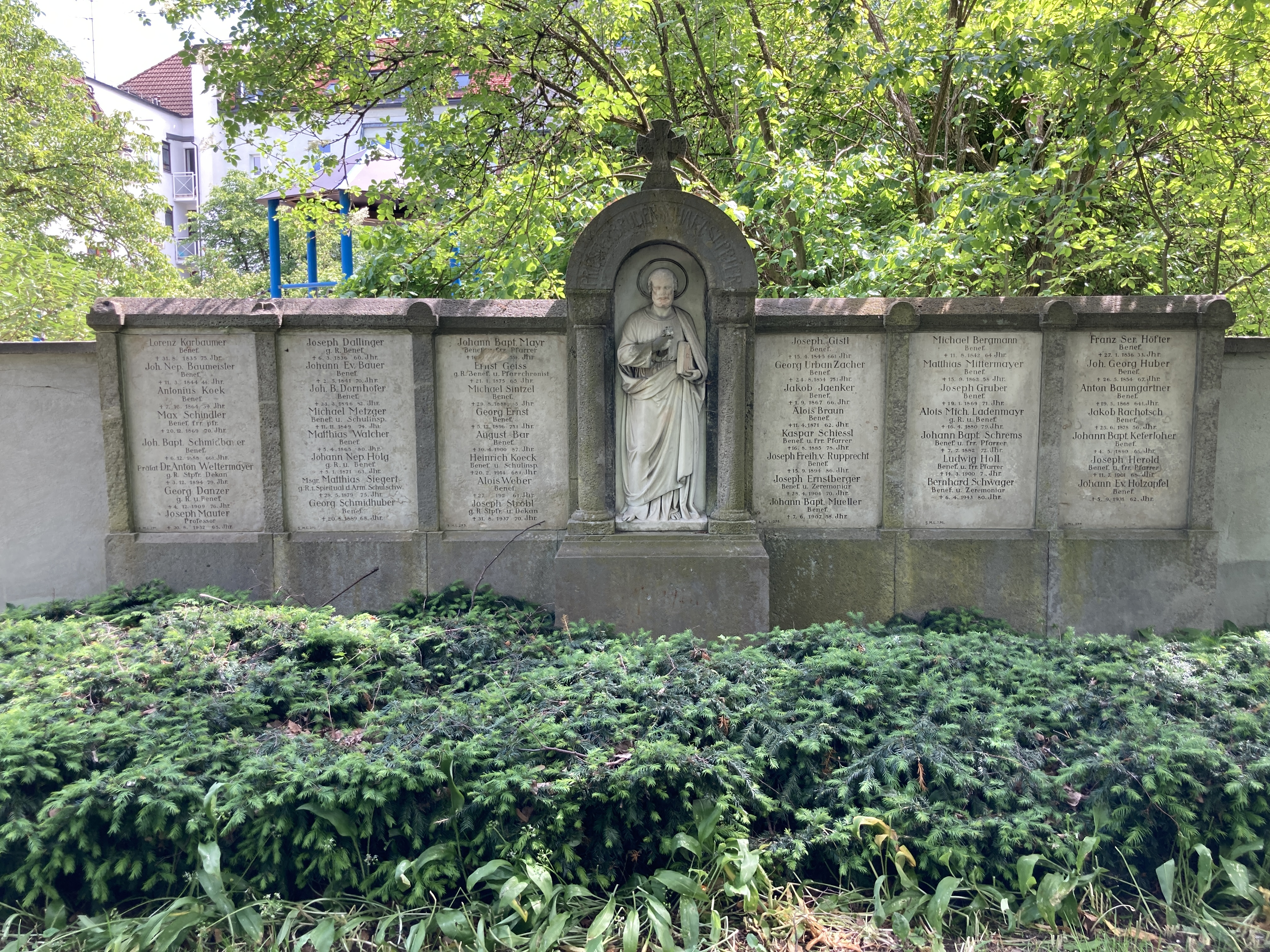
Grab von Anton Bucher auf dem Alten Südlichen Friedhof in München

Die Grabstätte von Anton Bucher befindet sich auf dem Alten Südlichen Friedhof in München (Mauer Links Platz 275 bei Gräberfeld 11) Standort. Es handelt sich um die Grabstätte der Priesterschaft der Stadtpfarrei St. Peter. Der Name Buchers ist auf den Tafeln der Grabstätte nicht aufgeführt aber im Grabbuch vermerkt.